# Ganzhou
Ganzhou léase Kan-Zhóu  (en chino, 赣州; pinyin, Gànzhōu) es una ciudad-prefectura en el sur de la provincia de Jiangxi, República Popular China. Limita al norte con Ji'an, al sur con Shaoguan, al oeste con Chenzhou y al este con Longyan. Su área es de 39 400 km² y con cerca de 9 millones de habitantes para 2020 es la ciudad más grande y más poblada de toda la provincia.
Ganzhou es una ciudad histórica con una historia de más dos mil años, conocida como la capital de naranja y el tungsteno y el reinao de tierra rara, también alberga un apodo como cuna de Los hakka,90% de la población es hakka.

## Administración
La ciudad-prefectura de Ganzhou se divide en 18 localidades que se administra en 3 distritos, 2 ciudades satélite y 13 condados.
| Nombre    | Superficie（km²） | Sede de gobierno | Población(k) |
| --------- | ----------------- | ---------------- | ------------ |
| Ganzhou   | 39379.64          | Zhanggong        | 9250         |
| zhanggong | 478.78            | shuinan          | 670          |
| nankang   | 1844.96           | rongjiang        | 760          |
| gan       | 2993.09           | meilin           | 630          |
| xinfeng   | 2878.40           | jiading          | 750          |
| dayu      | 1367.63           | nan´an           | 310          |
| shangyou  | 1543.87           | dongshan         | 310          |
| chongyi   | 2196.66           | hengshui         | 210          |
| anyuan    | 2374.79           | xinshan          | 380          |
| longnan   | 1640.55           | longnan          | 320          |
| dingnan   | 1316.49           | lishi            | 210          |
| quannian  | 1520.64           | chengxiang       | 190          |
| ningdu    | 4053.16           | meijiang         | 790          |
| yudu      | 2893.09           | gongjiang        | 1050         |
| xingguo   | 3214.46           | lianjiang        | 800          |
| huichang  | 2722.18           | wenwuba          | 510          |
| xunwu     | 2311.38           | changning        | 310          |
| shicheng  | 1581.53           | qinjiang         | 310          |
| ruijin    | 2447.98           | xianghu          | 580          |

## Geografía
Ganzhou es una gran ciudad que abarca el tercio sur de la provincia de Jiangxi, con una superficie de 39.400 kilómetros cuadrados.  Más del 70% de la superficie está cubierta de bosques. La gran mayoría de la ciudad, más del 83%, también es montañosa. Varios de los principales afluentes del río Gan, Ganzhou del mismo nombre, se unen en una confluencia en el centro de la ciudad.

## Clima
Ganzhóu tiene un clima subtropical húmedo que es influido por el monzón asiático, con veranos muy calurosos y húmedos e inviernos cortos y secos. La temperatura promedia de la ciudad en enero es de 8 °C y en julio es de 29 °C. La precipitación anual promedio es de 1.400 mm.
| Parámetros climáticos promedio de Ganzhou   | Parámetros climáticos promedio de Ganzhou | Parámetros climáticos promedio de Ganzhou | Parámetros climáticos promedio de Ganzhou | Parámetros climáticos promedio de Ganzhou | Parámetros climáticos promedio de Ganzhou | Parámetros climáticos promedio de Ganzhou | Parámetros climáticos promedio de Ganzhou | Parámetros climáticos promedio de Ganzhou | Parámetros climáticos promedio de Ganzhou | Parámetros climáticos promedio de Ganzhou | Parámetros climáticos promedio de Ganzhou | Parámetros climáticos promedio de Ganzhou | Parámetros climáticos promedio de Ganzhou |
| Mes                                         | Ene.                                      | Feb.                                      | Mar.                                      | Abr.                                      | May.                                      | Jun.                                      | Jul.                                      | Ago.                                      | Sep.                                      | Oct.                                      | Nov.                                      | Dic.                                      | Anual                                     |
| ------------------------------------------- | ----------------------------------------- | ----------------------------------------- | ----------------------------------------- | ----------------------------------------- | ----------------------------------------- | ----------------------------------------- | ----------------------------------------- | ----------------------------------------- | ----------------------------------------- | ----------------------------------------- | ----------------------------------------- | ----------------------------------------- | ----------------------------------------- |
| Temp. máx. media (°C)                       | 12.3                                      | 13.6                                      | 17.6                                      | 23.9                                      | 28.1                                      | 31.5                                      | 34.3                                      | 33.8                                      | 30.4                                      | 25.9                                      | 20.2                                      | 15.2                                      | 23.9                                      |
| Temp. mín. media (°C)                       | 5.4                                       | 7.1                                       | 10.8                                      | 16.5                                      | 20.6                                      | 23.9                                      | 25.7                                      | 25.3                                      | 22.5                                      | 17.7                                      | 11.9                                      | 6.8                                       | 16.2                                      |
| Precipitación total (mm)                    | 65.1                                      | 113.1                                     | 181.2                                     | 195.4                                     | 233.3                                     | 180.2                                     | 115.8                                     | 134.6                                     | 90.3                                      | 66.0                                      | 48.0                                      | 38.2                                      | 1461.2                                    |
| Días de precipitaciones (≥ 0.1 mm)          | 12.4                                      | 15.1                                      | 18.8                                      | 18.0                                      | 18.4                                      | 15.5                                      | 12.0                                      | 13.2                                      | 9.9                                       | 8.2                                       | 7.9                                       | 7.7                                       | 157.1                                     |
| Horas de sol                                | 87.8                                      | 73.5                                      | 72.3                                      | 100.5                                     | 137.8                                     | 173.1                                     | 261.0                                     | 235.8                                     | 182.1                                     | 165.2                                     | 147.1                                     | 142.1                                     | 1778.3                                    |
| Humedad relativa (%)                        | 76                                        | 79                                        | 82                                        | 80                                        | 80                                        | 78                                        | 72                                        | 74                                        | 75                                        | 73                                        | 72                                        | 71                                        | 76.0                                      |
| Fuente: China Meteorological Administration |                                           |                                           |                                           |                                           |                                           |                                           |                                           |                                           |                                           |                                           |                                           |                                           |                                           |